# Rhynchospora melanocarpa
Rhynchospora melanocarpa là loài thực vật có hoa trong họ Cói. Loài này được A.C.Araujo & W.W.Thomas mô tả khoa học đầu tiên năm 2003.